# フランソワ・レオタール
フランソワ・レオタール（フランス語: François Léotard、1942年5月26日 - 2023年4月25日）は、フランスの政治家。文化大臣、国務大臣などを歴任し、フランソワ・ミッテラン政権で第15代国防大臣を務めた。

## 概要
1942年5月26日にカンヌでコルシカ系の家庭に誕生する。歌手で俳優のフィリップ・レオタールとは兄弟である。アルジェリア戦争の時代には、これに反対し急進的反対行動をとっていた。その後外務省により、首相官邸秘書官に配置され、1971年には省内で抜擢されフランス国立行政学院（ENA）に学んだ。
フランスの急進的自由主義政党で、フランス民主連合（UDF）を構成する共和党に所属し、1988年から1990年には共和党の総裁も務めた。1977年よりフレジュス市長（1997年に辞職）。1980年代に政界入りした。1980年代のフランスの政界における保守政治家の新世代に当たり、フランスの中道右派の中心ともいえる、ヴァレリー・ジスカール・デスタンやジャック・シラクと比較して、リノヴェーションマン（刷新者）と呼ばれた。
1986年に文化大臣として入閣する。なお、この時のシラク内閣は第1次コアビタシオンに当たり、シラク首相自身はレオタールを国防大臣に任命しようとしたが、外交・国防を大統領の専管事項と主張したミッテラン大統領の反対にあって果たせなかった。文化相時代に公共放送局であったTF1の民営化を担当した。1993年エドゥアール・バラデュール内閣の国防相に就任。1995年の大統領選挙ではバラデュール陣営に加わった。この選挙では保守陣営がシラク派とバラデュール派に分裂したが、選挙でシラクが勝利したため、選挙後成立したアラン・ジュペ内閣では国防大臣から外された。1996年にフランス民主連合総裁選挙に立候補し、UDFの分裂を阻止する。2001年に国際連合のマケドニア平和維持活動に参加した後、政界を引退した。
2023年4月25日、死去。80歳没。